# Hebius beddomei
Espèce
Synonymes
- Spilotes vittatus Beddome, 1863
- Tropidonotus beddomii Günther, 1864
- Tropidonotus beddomei Günther, 1864
- Amphiesma beddomei (Günther, 1864)

Statut de conservation UICN

 LC  : Préoccupation mineure
Hebius beddomei est une espèce de serpents de la famille des Natricidae.

## Répartition
Cette espèce est endémique d'Inde. Elle se rencontre dans les États du Karnataka, du Kerala, du Maharashtra et du Tamil Nadu entre 60 et 1 000 m d'altitude dans les Ghats occidentaux.

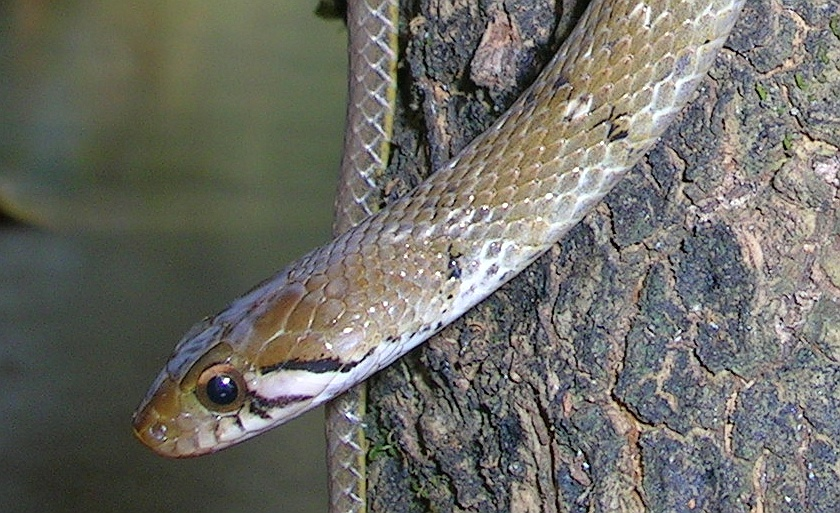
Hebius beddomei

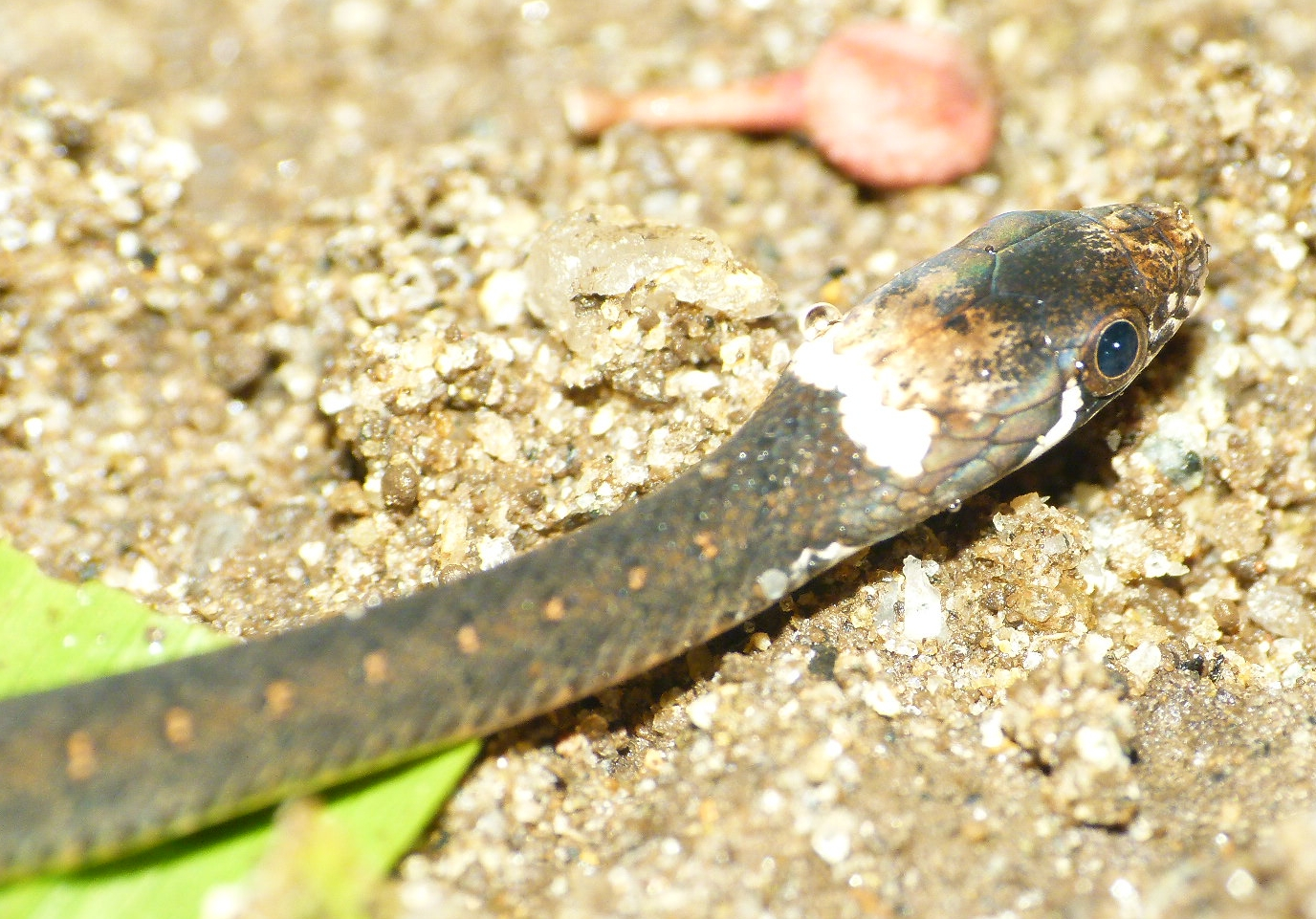
Hebius beddomei

## Étymologie
Cette espèce est nommée en l'honneur de Richard Henry Beddome.

## Publication originale
- Günther, 1864 : The reptiles of British India, p. 1-452 (texte intégral).